# Imaginations from the Other Side
Imaginations From the Other Side is het 5e studioalbum van Blind Guardian, uitgebracht in 1995 door Virgin Records. Het is het eerste album zonder gastbijdrage van Kai Hansen (Gamma Ray). Het is tevens het laatste album met Hansi Kürsch als bassist. Het is ook het eerste album waarvan singles zijn uitgebracht. Namelijk "A Past and Future Secret" en "Bright Eyes". Op 15 juni 2007 is een heruitgave met ge-remasterde tracks en bonus nummers uitgebracht.

## Tracklist
| Nr. | Titel                            | Duur  |
| --- | -------------------------------- | ----- |
| 1.  | Imaginations from the Other Side | 07:18 |
| 2.  | I'm Alive                        | 05:31 |
| 3.  | A Past and Future Secret         | 03:48 |
| 4.  | The Script for My Requiem        | 06:09 |
| 5.  | Mordred's Song                   | 05:28 |
| 6.  | Born in a Mourning Hall          | 05:14 |
| 7.  | Bright Eyes                      | 05:16 |
| 8.  | Another Holy War                 | 04:32 |
| 9.  | And the Story Ends               | 06:00 |

## 2007 bonus nummers
| Nr. | Titel                                   | Duur  |
| --- | --------------------------------------- | ----- |
| 10. | A Past and Future Secret (Demo)         | 03:38 |
| 11. | Imaginations from the Other Side (Demo) | 07:13 |
| 12. | The Script for My Requiem (Demo)        | 07:01 |